# جامعة توشا
جامعة توشا (بالإيطالية: Università degli Studi della Tuscia) هي جامعة مقرها مدينة فيتيربو الإيطالية. تأسست سنة 1979، وتضم 6 كليات.

## كليات الجامعة
- كلية الاقتصاد
- كلية التراث الثقافي
- كلية الرياضيات والعلوم الفيزيائية والطبيعية
- كلية الزراعة
- كلية العلوم السياسية
- كلية اللغات والآداب الأجنبية الحديثة

## وصلات خارجية
- الموقع الرسمي للجامعة (بالإيطالية)